# Diplotaxis villosa
Diplotaxis villosa är en korsblommig växtart som beskrevs av Loutfy Boulos och Jallad. Diplotaxis villosa ingår i släktet mursenaper, och familjen korsblommiga växter. Inga underarter finns listade i Catalogue of Life.